# Flatrock
Flatrock är en ort i Kanada.   Den ligger i provinsen Newfoundland och Labrador, i den östra delen av landet, 1 800 km öster om huvudstaden Ottawa. Flatrock ligger 94 meter över havet och antalet invånare är 1 457.
Terrängen runt Flatrock är platt. Havet är nära Flatrock åt nordost. Närmaste större samhälle är St. John's, 15,0 km söder om Flatrock. 